# Хаїм Рамон
Хаїм Рамон (івр. מנחם בגין‎; нар. 10 квітня 1950, Яффа) — ізраїльський політичний та громадський діяч, обіймав посади міністра юстиції, міністра внутрішніх справ та міністра охорони здоров'я.
Один з лідерів партії Кадіма. Залишив політику 2009 року.